# Sphaeriestes castaneus
Sphaeriestes castaneus là một loài bọ cánh cứng trong họ Salpingidae. Loài này được Panzer miêu tả khoa học năm 1796.

## Hình ảnh

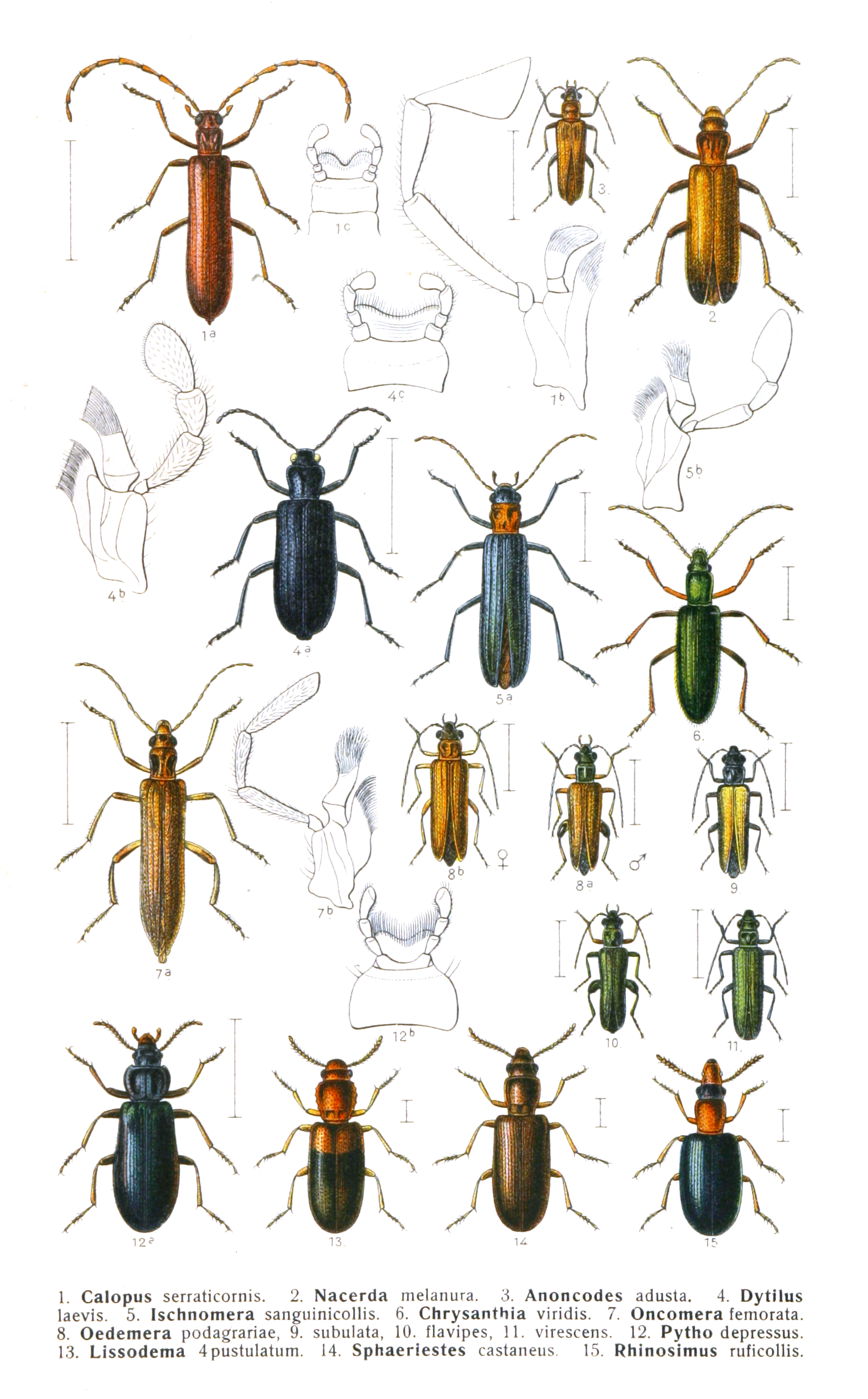
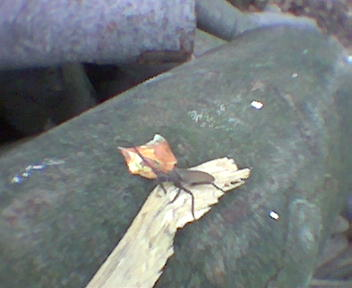